# Omättat fett
Ett omättat fett är ett fett där det finns en eller flera dubbelbindningar i någon av fettsyrornas kolkedjor, det vill säga ett fett som innehåller omättade fettsyror. Omättat fett skiljer sig från mättat fett, som enbart har enkelbindningar i kolkedjan. Omättat fett kan antingen vara enkelomättat fett, med en dubbelbindning, eller fleromättat fett, med minst två dubbelbindningar.
I likhet med andra organiska föreningar med dubbelbindningar, kan omättade fettsyror och fetter förekomma i olika stereoisomerer, nämligen cis- och trans-form. Naturligt förekommande omättade fetter är huvudsakligen cisfetter, medan många industriellt härdade fetter innehåller en andel transfetter. Transfetter är hälsoskadliga på grund av att de inte bryts ner i kroppen, detta medför att de lagras i blodkärlen.
Omättat fett är flytande i rumstemperatur medan mättat är hårt.